# Въведение Богородично (Буринец)
Вижте пояснителната страница за други значения на Въведение Богородично.
„Въведение на Пресвета Богородица“ или „Света Богородица Пречиста“ (на македонска литературна норма: „Воведение на Пресвета Богородица“) е възрожденска църква в стружкото село Буринец, Северна Македония. Църквата е част от Стружкото архиерейско наместничество на Дебърско-Кичевската епархия на Македонската православна църква – Охридска архиепископия. Църквата е изградена в XIX век. Иконостасът в църквата е дело на учениците на Аврам Дичов Никола Аврамов и Коста Колов.